# Озеро-Красілово
Озеро-Красі́лово (рос. Озеро-Красилово) — село у складі Косіхинського району Алтайського краю, Росія. Входить до складу Контошинської сільської ради.

## Населення
Населення — 239 осіб (2010; 301 у 2002).
Національний склад (станом на 2002 рік):
- росіяни — 90 %